# Краса (квантове число)
Краса (позначається B', від англ. bottomness або beauty) — квантове число, властиве b-кваркам.
За конвенцією для b-кварка краса B' = {\displaystyle -1}, а для b-антикварка B' = {\displaystyle +1}. Для будь-якої композитної частинки, до складу яких входять b-кварки або антикварки
{\displaystyle B^{\prime }=n_{\bar {b}}-n_{b}},
де {\displaystyle n_{b}} — число b-кварків, {\displaystyle n_{\bar {b}}} — число антикварків.
Краса зберігається при сильній взаємодії, але не зберігається при слабкій взаємодії.
Штрих в позначенні служить для того, щоб відрізнити це квантове число від баріонного заряду, який позначається B.